# Tony Rocha
Antonio „Tony” Rocha (ur. 21 sierpnia 1993 w Spring) – belizeński piłkarz pochodzenia amerykańskiego występujący na pozycji środkowego lub defensywnego pomocnika oraz lewego obrońcy, reprezentant Belize.

## Kariera klubowa
Rocha wychowywał się w aglomeracji miasta Houston w Teksasie. Jego matka urodziła się w Belize. Młodszy brat, Rollie, również grał w piłkę nożną na poziomie uniwersyteckim. Rocha rozpoczynał treningi piłkarskie w szkółce juniorskiej Houston Texans. Uczęszczał do szkoły średniej Klein Oak High School, a następnie studiował na University of Tulsa, gdzie występował w uczelnianym zespole Tulsa Golden Hurricane. Tam w 2011 roku otrzymał wyróżnienie C-USA Freshman of the Year oraz został wybrany do drużyny C-USA All-Freshman Team. Ponadto trzykrotnie znalazł się w All-Conference USA Third Team (2011, 2012, 2013), raz w NSCAA Midwest All-Region Third Team (2012) oraz w The American All-Tournament Team (2014). W 2014 roku jako kapitan wygrał z Golden Hurricane rozgrywki American Athletic Conference. Podczas studiów występował również w drużynie Austin Aztex z czwartego szczebla rozgrywek – USL Premier Development League (PDL), dwukrotnie zostając wybranym do PDL All-Southern Conference. Grał także w Tulsa Athletic z National Premier Soccer League (również czwarty poziom).
W styczniu 2015 Rocha został wybrany w ramach MLS SuperDraft (z 73. miejsca) przez Sporting Kansas City, jednak po odbyciu z drużyną okresu przygotowawczego nie zaproponowano mu kontraktu. W marcu 2015 powrócił do Austin Aztex, grającego już w United Soccer League (trzeci szczebel). Po zakończeniu sezonu klub został rozwiązany, a on sam podpisał umowę z Orlando City B, rezerwami klubu Orlando City SC. W czerwcu 2016 zawarł krótkoterminowy kontrakt z pierwszą drużyną Orlando City, aby wystąpić w jego barwach w meczach krajowego pucharu z Jacksonville Armada (1:0) i Fort Lauderdale Strikers (1:2). 
Dwa miesiące później Orlando City pozyskało Rochę na stałe ze Sportingu Kansas City w zamian za wybór w czwartej rundzie MLS SuperDraft 2018. W Major League Soccer zadebiutował 14 sierpnia 2016 w zremisowanym 2:2 spotkaniu z Chicago Fire. Nie potrafił sobie na dłuższą metę wywalczyć miejsca w wyjściowym składzie, również ze względu na kontuzje, lecz był chwalony za swoją wszechstronność (mógł występować jako środkowy, defensywny i lewy pomocnik oraz lewy obrońca). W kwietniu 2018 wypożyczono go na dwa tygodnie do Saint Louis FC z United Soccer League (drugi szczebel), a na koniec roku Orlando City nie przedłużyło z nim umowy. W styczniu 2019 został pozyskany przez New York City FC w zamian za wybór w czwartej rundzie MLS SuperDraft 2019. Pierwszego gola w MLS strzelił 24 października 2020 w wygranym 3:1 spotkaniu z Montreal Impact.

## Kariera reprezentacyjna
Za sprawą pochodzenia matki Rocha ma podwójne obywatelstwo (obok amerykańskiego również belizeńskie), wobec czego był uprawniony do występów w reprezentacji Belize. Zadebiutował w niej za kadencji selekcjonera Vincenzo Alberto Annese, 8 września 2019 w przegranym 1:2 meczu z Grenadą w ramach Ligi Narodów CONCACAF.